# Boxbude
Eine Boxbude ist eine Kirmesattraktion, bei der Schau-Boxkämpfe durchgeführt werden.

## Aufbau

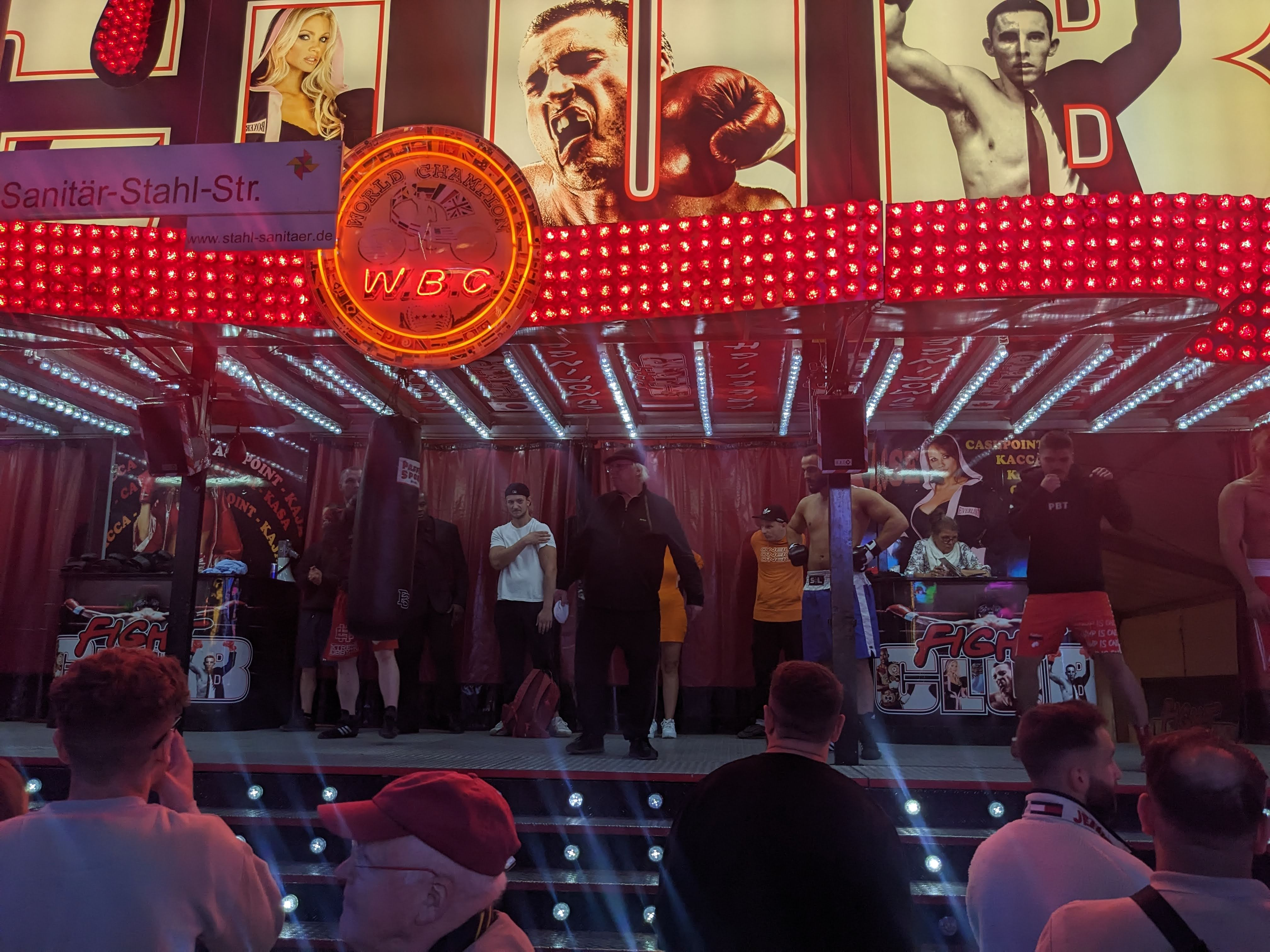
Präsentation der Kämpfer

Die Bude besteht aus einem Zelt mit einem Boxring in der Mitte. Die Zuschauer stehen für gewöhnlich direkt um den Ring. Vor dem Zelt ist eine Bühne aufgebaut, auf der vor den Kämpfen – die zu bestimmten Zeiten stattfinden – die Boxer zumeist durch einen Rekommandeur präsentiert werden; hierzu sind oft Utensilien wie Boxsack, Punching-Ball o. Ä. angebracht. Eine Uhr zeigt, sofern gerade ein Kampf läuft, die Zeit der nächsten Vorstellung an.

## Ablauf
Zunächst kommt es vor der Bude zur Präsentation der Kämpfer. Ein Ansager stellt diese mit Größe, Gewicht, Kampferfahrung und weiteren Details vor. Hierbei zeigen die Boxer Kampfbewegungen in der Luft oder an den Boxutensilien. Weiterhin werden in dieser Phase die Herausforderer aus dem Publikum angeworben, indem Geldprämien für einen Sieg versprochen werden. Haben sich genug Herausforderer gefunden, beginnen die Kämpfe im Zelt. Hierbei treten die Herausforderer gegen die Boxer an. Ein Kampf dauert in der Regel zwei Runden zu je einer Minute. Ein Sieg ist nur durch K.O. zu erringen, eine Punktewertung gibt es nicht.

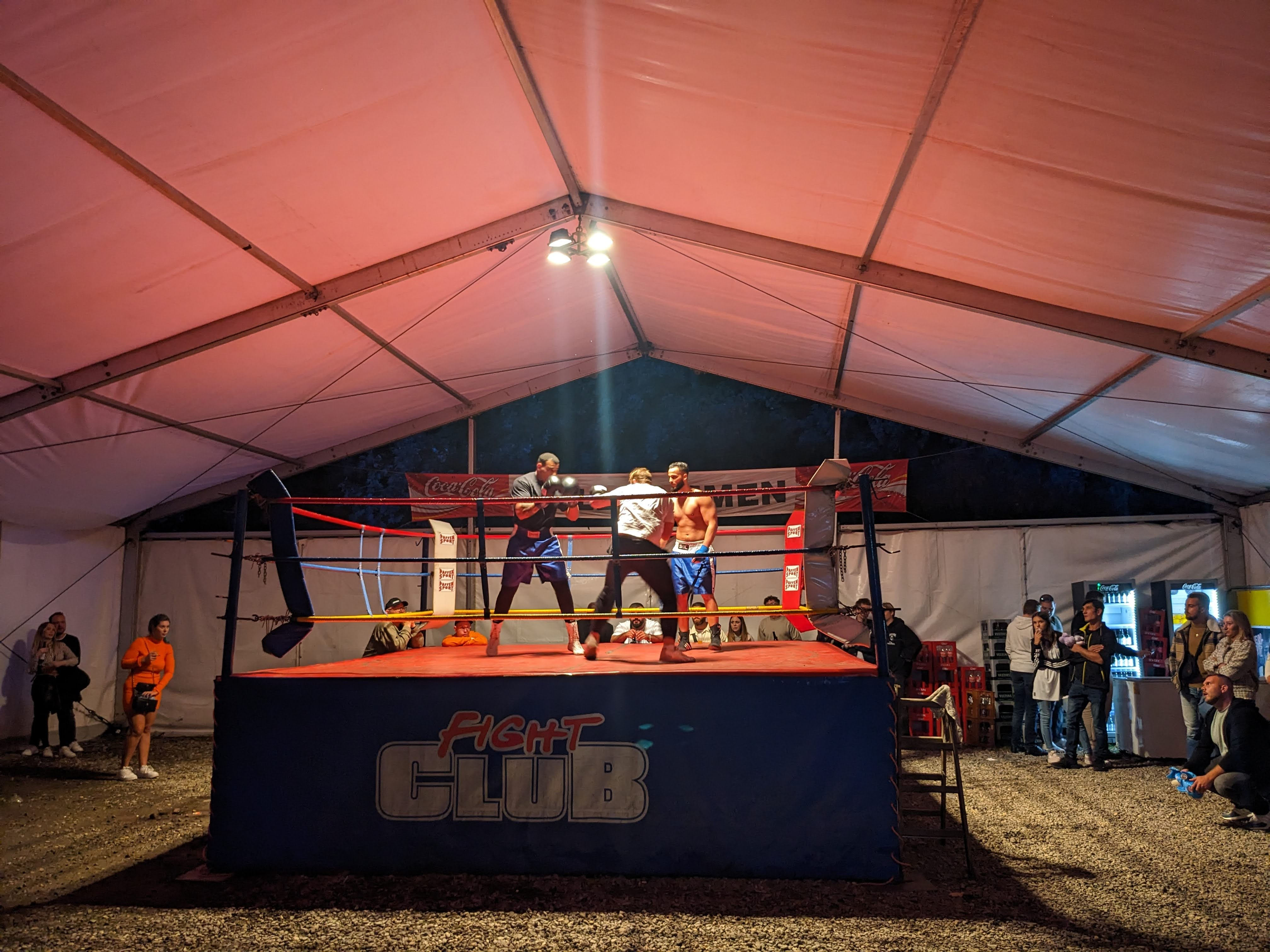
Kampf in einer Boxbude

## Geschichte
Die ersten Boxbuden kamen in der Weimarer Republik auf. Während der Zeit des Nationalsozialismus war das Kirmesboxen verboten. In der Nachkriegszeit waren sie weit verbreitet. Heutzutage ist nur noch eine Boxbude unterwegs. Die meisten Boxer kommen aus Polen oder osteuropäischen Staaten.